# 拾阿弥
拾阿弥・十阿弥（じゅうあみ、生年不詳 - 永禄2年（1559年））は、戦国時代の茶坊主。尾張国守護代織田氏に仕えた同朋衆。
「捨阿弥」は誤記。

## 生涯
出自は愛智義成の子孫と称した土豪の愛智氏といわれる。織田信長の寵臣であるのをいいことに、信長配下の武将に対して以前から横柄な態度が多かったという。ある時、若年にはかぶき者であったという前田利家（犬千代）佩刀の笄（利家正室のまつからもらった笄で、まつの実父の形見であるという）を盗み取り、激昂した利家に危うく成敗されかかるも、信長の諭しや、拾阿弥と親交のあった佐々成政の仲裁によって、利家が怒りを鎮めたために一度は命拾いしたが、それでもなお飽き足らずに度重なる侮辱を繰り返したと言われ、ついに信長の面前で利家に斬殺された。　　　　　　　　
世に「笄斬り」とよばれる。
利家は、柴田勝家や森可成らの信長への取り成しにより、辛うじて成敗こそ免れたものの、激怒した信長からの出仕停止処分を受けて、浪人同然の不自由な暮らしを余儀なくされる憂き目にあい、その後の桶狭間の戦い、森部の戦いの功績により、ようやく許された。

## 登場作品
- 徳川家康（1964年、NET）演：児玉謙次
- 徳川家康（1965年、東映）演：上方哲也
- 秀吉（1996年、NHK大河ドラマ）演：岡田正典
- 利家とまつ〜加賀百万石物語〜（2002年、NHK大河ドラマ）演：出光秀一郎